# Земзарис, Улдис
У́лдис Зе́мзарис (латыш. Uldis Zemzaris, 24 февраля 1928 года, Меллужи — 22 июня 2022, Латвия) — советский и латвийский художник, писатель и сценограф.

## Биография
Родился в Меллужи, дачном посёлке, входящем в состав города-курорта Юрмалы, в семье торгового работника и учительницы. Сестра — детская латышская писательница Дзидра Ринкюле-Земзаре (1920—2007).
Учился в Пумпурской школе. Окончил Дубултскую гимназию (1945), Рижскую художественную школу им. Я. Розентала (1953) и художественное отделение Латвийской государственной академии художеств (1955).
С 1952 года принимал участие в художественных выставках. Персональные выставки проходили в Риге (1961, 1964, 1976, 1980, 1988, 1998), Юрмале(1976), Тарту (1965), Москве (1974), Сиднее (1982), Оттаве (1984), Коламбусе (1990), Нью-Йорке (1991) и Бостоне (1991).
Был сценографом постановок пьес «По дороге китов» Гунара Приеде (1965), «Бидерман и поджигатели» Макса Фриша (1965) и «Снимается кино» Эдварда Радзинского (1966) в Государственном академическом художественном театре им. Я. Райниса, иллюстрировал книгу Л. Легуты «Reiz circeņiem bij veikaliņš» (1972).
Первая литературная публикация — юмореска «Nagla» («Гвоздь») в женском журнале «Padomju Latvijas Sieviete» (1961), в дальнейшем сотрудничал со многими латвийскими периодическими изданиями, где регулярно появлялись написанные им художественные и публицистические произведения. Особый интерес представляют литературные портреты деятелей культуры, современников автора.
Член Союза художников (с 1957) и Союза писателей Латвии (с 1971). Награждён орденом «Знак почета» (1971) и Орденом Трёх Звезд IV степени (2003), почётный член Академии наук Латвии, пожизненный стипендиат Латвийского фонда культуры. О творчестве Улдиса Земзара был снят документальный фильм «Cilvēks ieiet varavīksnē» (реж. А. Фрейманис, 1962).